# Improphantes complicatus
Improphantes complicatus là một loài nhện trong họ Linyphiidae.
Loài này thuộc chi Improphantes. Improphantes complicatus được James Henry Emerton miêu tả năm 1882.